# Arsaber
Arsaber o Arsavir (in greco: Ἀρσαβήρ [ɐrsɐˈvir], in armeno: Արշաւիր [ɑɹʃɑˈviɹ]; ... – post 821/824) è stato un nobile e funzionario bizantino  di origine armena, protagonista di un tentativo di usurpazione del trono imperiale ai danni di Niceforo I il Logoteta nell'808.

## Biografia
Arsaber proveniva con ogni probabilità dalla famiglia Kamsarakan, un prominente casato armeno che traeva le sue origini dalla dinastia degli Arsacidi. Uomo importante nella corte imperiale bizantina, era insignito del rango di patrikios e ricopriva l'alta carica di quaestor dell'imperatore Niceforo I. Sua figlia Teodosia era sposata con il futuro imperatore Leone V, allora un generale dell'esercito imperiale.
Nel febbraio 808, si mise a capo di una congiura insieme a un gruppo di ufficiali secolari ed ecclesiastici, scontenti delle politiche di Niceforo, mirata a spodestare l'imperatore per prenderne il posto. La cospirazione venne tuttavia scoperta prima che potesse essere messa in atto; Niceforo fece arrestare i congiurati, che vennero fustigati, esiliati e le loro proprietà confiscate. Arsaber, nello specifico, fu tonsurato, costretto a farsi monaco ed esiliato in un monastero in Bitinia. Persino Leone, che aveva goduto del favore dell'imperatore fino a quel momento, fu temporaneamente esiliato in virtù della propria parentela con l'usurpatore.
L'ultima menzione di Arsaber si trova in una lettera scritta a Teodosia tra l'821 e l'824 da Teodoro Studita, nella quale l'armeno viene definito un "uomo pio".